# Vila Artur de Sá
Vila Artur de Sá é uma vila localizada no bairro União da região administrativa do Nordeste, na cidade de Belo Horizonte, em Minas Gerais. Esa vila é a única que ainda resta no bairro, e seu índice de criminalidade é muito alto. A principal rua da vila é rua Artur de Sá, de onde foi tirado o nome da vila.